# Kampo Demokrasia Dili
Der Kampo Demokrasia (portugiesisch Campo Democracia, deutsch Fußballfeld Demokratie) ist ein Fußballplatz in Dili, der Hauptstadt Osttimors. Es befindet sich im Suco Gricenfor (Verwaltungsamt Nain Feto), an der Avenida 20 de Maio (ehemals Rua Jacinto Cândido). Westlich begrenzt das Gelände die  Rua de Bé Fonte, an der gegenüber das Centro de Saúde da Formosa liegt. Der Platz ist Teil des Xanana Gusmão Sportzentrums.

## Sportereignisse
Das Stadion wurde 2018 als Austragungsort der Liga Futebol Amadora, sowohl für die erste, als auch für die zweite Liga genutzt, da beim Nationalstadion von Osttimor Bauarbeiten stattfanden. 2019 finden hier nur noch die Spiele der zweiten Liga statt.